# Made in Sweden (film)
Made in Sweden er en svensk dramafilm fra 1969 instrueret af Johan Bergenstråhle. Den er baseret på en roman af Sven Fagerberg, som også skrev manuskriptet i samarbejde med Bergenstråhle. Filmen har blandt andre Lena Granhagen, Per Myrberg og Max von Sydow i hovedrollerne.

## Handling
To journalister rejser til Thailand for at undersøge rygter om, at et svensk firma driver ulovligt våbensalg der.

## Medvirkende (i udvalg)
- Lena Granhagen som Kristina
- Per Myrberg som Jörgen Stenberg
- Max von Sydow som Magnus Rud
- Börje Ahlstedt som Jesper Rud
- Karl-Birger Blomdahl som Olof Myhre
- Ingvar Kjellson som Niklas Hedström
- Lars Amble som Martin
- Olof Bergström som Grönroos
- Toivo Pawlo som manden ved væddeløbsbanen
- Ernst Günther som gæst til fest